# Alexander Fest

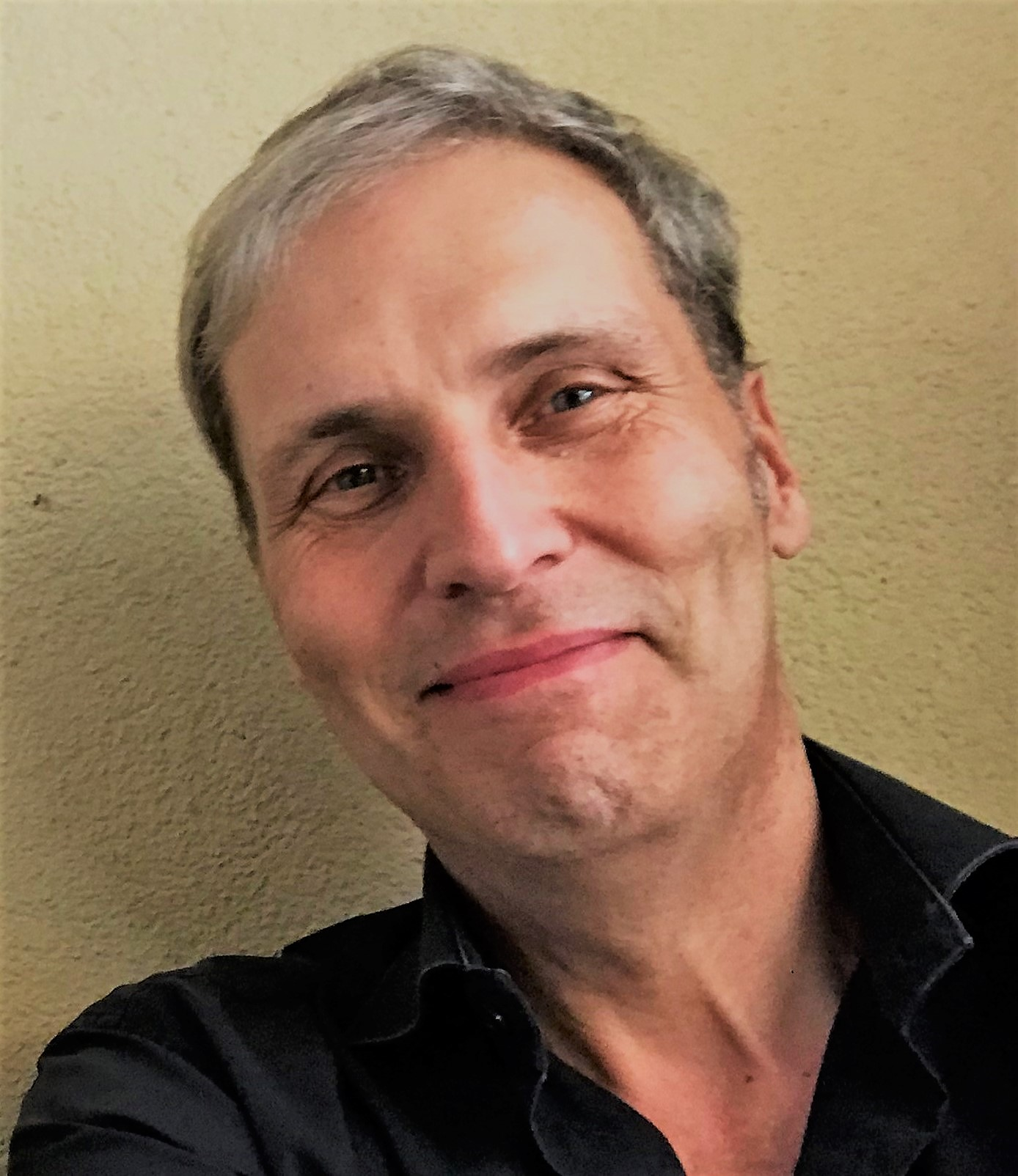
Alexander Fest, 2022

Alexander Fest (* 25. Januar 1960 in West-Berlin) ist ein deutscher Verleger.

## Leben
Alexander Fests Vater Joachim Fest war ein bekannter Journalist und Historiker.
Nach dem Abitur am Hamburger Christianeum 1978 studierte Alexander Fest in Tübingen, München und Zürich Klassische Philologie und Philosophie. 1986 bestand er das Staatsexamen. Im Anschluss daran arbeitete er ab 1986 zunächst als Lektor beim Deutschen Taschenbuch Verlag. 1991 wurde er Cheflektor beim Siedler Verlag in Berlin.
1996 gründete Fest, mit Unterstützung des S. Fischer Verlags im Vertrieb, den Alexander Fest Verlag in Berlin. Er machte sich schnell einen Namen und konnte Bücher namhafter Autoren verlegen. Besonders profitierte er dabei von den auflagenstarken Werken seines Vaters. So konnte er im Jahre 1999 unter anderem die Biographie seines Vaters über Albert Speer veröffentlichen. Im Jahr 2000 übernahm er zusätzlich die Leitung des Kindler Verlags. 2002 beendete er sein eigenes Verlagsprojekt und wurde verlegerischer Geschäftsführer des Rowohlt Verlags, der ebenso wie der S. Fischer Verlag und der Kindler Verlag, bei dem er Leiter blieb, zur Verlagsgruppe Georg von Holtzbrinck gehört.
Fest holte unter anderem die amerikanischen Schriftsteller Jonathan Franzen und Jeffrey Eugenides ins Haus, deren Romane Die Korrekturen beziehungsweise Middlesex in den Jahren 2002 und 2003 in deutscher Übersetzung erschienen sind. Eine 2011 geplante Veröffentlichung der Deutschland-Reportage Ich bin Deutschland von Tuvia Tenenbom, die im Dezember 2012 bei Suhrkamp unter dem Titel Allein unter Deutschen erschien, lehnte er nach eigenen Angaben aus juristischen Gründen ab.
Nach 13 Jahren trat Fest am 14. September 2014 vom Amt des verlegerischen Geschäftsführers des Rowohlt Verlags zurück, blieb dem Verlag aber als Editor-at-Large beratend erhalten. Seine Nachfolgerin wurde die bisherige Verlagsleiterin rororo, Barbara Laugwitz.
Seit Februar 2022 ist Fest als beratender Verleger bei dtv tätig. Es wurde vermutet, dass die Entscheidung mehrerer bekannter Autoren, darunter Jonathan Frantzen und Jeffrey Eugenides, ebenfalls von Rowohlt zu dtv zu wechseln, damit zu tun hatte.
Sein Bruder ist der Jurist und ehemalige AfD-Politiker Nicolaus Fest.